# 松本栄禄
松本 栄禄（まつもと えいろく、1819年5月18日（文政2年4月25日） - 1886年（明治19年））は、日本の政治家（会見郡長、県会議員）、郡役人（浜の目最後の大庄屋）。1872年（明治5年）7月、寛敬と改名する。
松江銀行（現山陰合同銀行）初代頭取、松江商工会議所初代会頭松本歓次郎の実兄。

## 経歴
伯耆国渡村（現鳥取県境港市渡町）に生まれる。松本民三郎（元松本）の長子。
1871年（明治4年）、浜の目支配（大庄屋）を拝命。1872年（明治5年）2月、会見郡長を拝命。